# أبوعركي البخيت
أبوعركي البخيت أحد مشاهير فناني الغناء التقليدي المعاصر في السودان ويتميز باسلوبه الخاص في الأداء والموسيقى واختيار النصوص المصاحبة لها.

## الميلاد والنشأة
ولد أبو عركي البخيت في مدينة ود مدني بولاية الجزيرة الحالية في وسط السودان.

## التعليم
واصل أبو عركي تعليمه حتى المرحلة الجامعية حيث درس الحقوق بجامعة الخرطوم كما التحق بالمعهد العالي للموسيقي والمسرح عند تأسيسه في عام ، وفي تلك الأثناء التقى بشريكة حياته الدكتورة عفاف الصادق التي كانت تدرس معه أيضا في المعهد والأستاذة حاليا بكلية البنات التابعة لجامعة جيزان بالمملكة العربية السعودية والتي ساهمت بأعمالها الشعرية في ابرازه مواهبه الغنائية. ومن أعمالها كلمات أغنيات: «تعالوا نغني» و«في عينيك دنيا غريبة» و«في زمن بعيد» 

## بدايات نشاطه الفني
انتفل البخيت في بداية ستينيات القرن الماضي إلى العاصمة الخرطوم ليبدأ من هناك مسيرته في فن الغناء والموسيقي، حيث تتوافر فرص نشر الإنتاج الفني إعلامياً عبر الإذاعة السودانية والتلفزيون السوداني والصحافة المحلية ومن بينها مجلة «هنا أم ردمان» الاسبوعية التي كانت تصدرها وزارة الاستعلامات والعمل السودانية آنذاك.
ظهر البخيت في البداية حفلات الأحياء بالعاصمة المثلثة بأداء أغنيات بعض كبار الفنانين السودانيين باسلوبه الموسيقي والغنائي من بينها أغنية «عزة في هواك» لخليل فرح. وكانت أغنية «بوعدك يا ذاتي يا أقرب قريبة» التي ألف كلماتها في منتصف ستينيات القرن الماضي الشاعر السوداني فضل الله محمد ولحنها الفنان محمد الأمين هي من أوائل إنتاجه والتي قدمها البخيت وهو لا يزال طالباً بالجامعة.

## أسلوبه الغنائي
يميل أبو عركي إلى الألحان الخفيفة الميلودي والإيقاع البطيء كما في أغنيته «الشابة خضراء وزيتونة» من كلمات كامل عبد الماجد وينتقي النصوص المشحونة بنبرة فرائحية تسعد النفس مستخدماً موسيقى تتآلف بها. ويظهر `ذلك بوضوح في أغنية «مرسال الشوق» التي لاقت رواجا كبيراً وهي من تأليف وألحان عبد الكريم الكابلي، وأضاف إليها أبو عركي من اسلوبه المميز له، «فإنتقل بذلك العمل الغنائي الجديد إلي آفاق أكثر رحابة من قبل»، في نظر بعض النقاد الذين رأوا في ذلك نقلة نوعية لأعمال أبو عركي الغنائية.
فالاغنية تحكي في نصها عن روعة طبيعة وجمال سلسلة جبل مرة في دارفور بالسودان. ويقول فيها:
مرسال الشوق يا الكلك ذوق
أغشي الحبان في كل مكان
قول ليهم شفنا جبل مَرة
وعشنا اللحظات حب ومسرّة
بين غيمة تغازل كل زهرة
وخيال رمّانة علي المجرى
لوحة فنان تمحي الأحزان
صُفرة وخـُضرة زرِقة وحُمرة
كما اشتهر أبوعركي أيضا بأغنيته المعنونة «أخاف» والتي قدمها في برنامج «أمسيات» التلفزيوني الذي كان يعده متوكل كمال وكتب كلماتها الشاعر السوداني حسن السر. واشتهرت الأغنية عندما فازت بالمركز الأول في مهرجان دمشق للأغنية العربية في عام 1976 م  ويقول مطلعها:
أخاف أسال عليك الناس
وسر الريدة بينا يذيع
أخاف أكثر كمان ياغالي
من إيدي إنت تضيع
وأعيش بعدك حياتي جفاف
بخاف ياإنت لوجيتك
ألملم في خطاوي الشوق
وأزور بيتك
يقولو عليّ حبيتك
بخاف لوبرضي غبت عليك
تقول نسيت وجافيتك
تعاون مع أبو عركي عدد من كبار الفنانين السودانيين أمثال محمد الأمين وعبد الكريم الكابلي في تلحين بعض أغنياته الشهيرة. وهناك بعض الأعمال التي قام هو بنفسه بصياغة كلماتها ووضع الأحان لها مثل أغنيتي «حلوة عيونك روعة» و«نورة النوار».
ويشارك أبوعركي بأعماله الغنائية في الكثير من الحفلات الغنائية والمهرجانات في السودان وخارجه في الدول العربية ومن بينها مهرجان «ربيع سوق واقف» بالعاصمة القطرية الدوحة.

## الشعراء الذين تعامل معهم
- سعد الدين إبراهيم : أغنيتي «نوبية» و«عن حبيبتي بحكي ليكم»
- عوض جبريل، أغاني: «الجميل السادة» «وضاح المحيا» و«ست التوب»
- هاشم صديق: «آذن الآذان» و«أضحكي» و«أمونة» و«معاك يبقى الزمن حاضر» و« ما بتشبه القمر» و«إنت لي» و«الوجع الخرافي»
- خليفة الصادق: «فراق» و«دنيا»
- التجاني حاج موسى: «واحشني»
- عوض أحمد خليفة : «لو كنت ناكر للهوى زيك»
- عفاف الصادق: «تعالوا نغني» و«في عينيك دنيا غريبة» و«في زمن بعيد» و«من معزتك»

## الملحنيين الذين تعامل معهم
- محمد الأمين
- عبد الكريم الكابلي
- ناجي القدسي
- عبد الماجد حمزة
- أحمد زاهر

## نماذج من موسيقاه
وصلات من موقع يوتيوب حول أغاني أبوعركي:
- بخاف حفل الدوحة 2014 على يوتيوب
- جبل مرة  حفل الدوحة 2014 على يوتيوب